# Landgoed Reigersbergen

Huis Reigersbergen, in 1855 getekend door Petrus Josephus Lutgers

Landgoed Reigersbergen is een landgoed in de Nederlandse provincie Zuid-Holland, gelegen tussen Den Haag en Wassenaar. Het ligt in het grensgebied van het grafelijke domein van het Hout in die Haghe (Den Haag) en van de Baronie van Wassenaar. Het gebied Reigersbergen ligt achter Paleis Huis ten Bosch, naast Marlot en tegenover Duindigt. De Reigersbergenweg loopt door de wijk Mariahoeve richting het landgoed. Er is vanaf de vijftiende eeuw een landgoed met boerenhofstede bekend onder de naam 
Reigersbergen. De naam vindt mogelijk zijn oorsprong in de aanwezigheid van een reigerkolonie.

## Geschiedenis
Landgoed Reigersbergen is oorspronkelijk een boerderij langs de weg naar Leiden. Om de boerderij zijn moestuinen, daaromheen lager gelegen weilanden, wat ook op een kaart uit 1712 nog goed te zien is. Hoewel de boerderij dus een agrarische functie heeft, is Reigersbergen mogelijk reeds als buitenplaats in gebruik. Van een park- of tuinaanleg is in deze periode echter nog geen sprake.
In de eerste helft van de 19de eeuw wordt de boerderij door Joachim Jochems tot landhuis uitgebouwd. Er komen ook diverse bouwwerken binnen de omliggende moestuinen. Na zijn overlijden in 1841 werd zijn jongste zoon Hendrik eigenaar van Reigersbergen. Deze vergroot het landhuis in neoclassicistische stijl, waarbij de moestuinen grotendeels verdwijnen.
Als de Leidsestraatweg wordt verlegd, kan een voortuin in  landschapsstijl worden aangelegd. Er worden boomgroepen geplant en langs de weg komt een monumentaal hek te staan. De oorspronkelijke achtertuin wordt in gemengde stijl aangelegd. Dit is een combinatie van geometrische vormen die overgaan in de landschapsstijl. Deze gemengde stijl is voor de omgeving van Den Haag uniek.
In de Tweede Wereldoorlog werd door de Duitsers de Atlantikwall aangelegd waarvoor het landhuis en de bijgebouwen werden gesloopt. Om een vrij schootsveld te creëren moest ook een groot deel van de bomen worden gerooid. Reigersbergen is in 1956 verkocht aan de gemeente Den Haag. De landschappelijke structuur, de beplanting, de boomgroepen en de weilanden zijn elementen van cultuurhistorische waarde en geven een beeld van de omvang en de kwaliteit van de voormalige buitenplaats. De oude tuinmuren zijn in ere hersteld en nieuwe voetpaden aangelegd.
Vanaf 1980 is het landgoed voor het publiek opengesteld. Ook zijn een sportveld en volkstuinen ingericht. Sinds 1989 staat er op Reigersbergen een particulier huis, genoemd naar het Landgoed, "Reigersbergen".

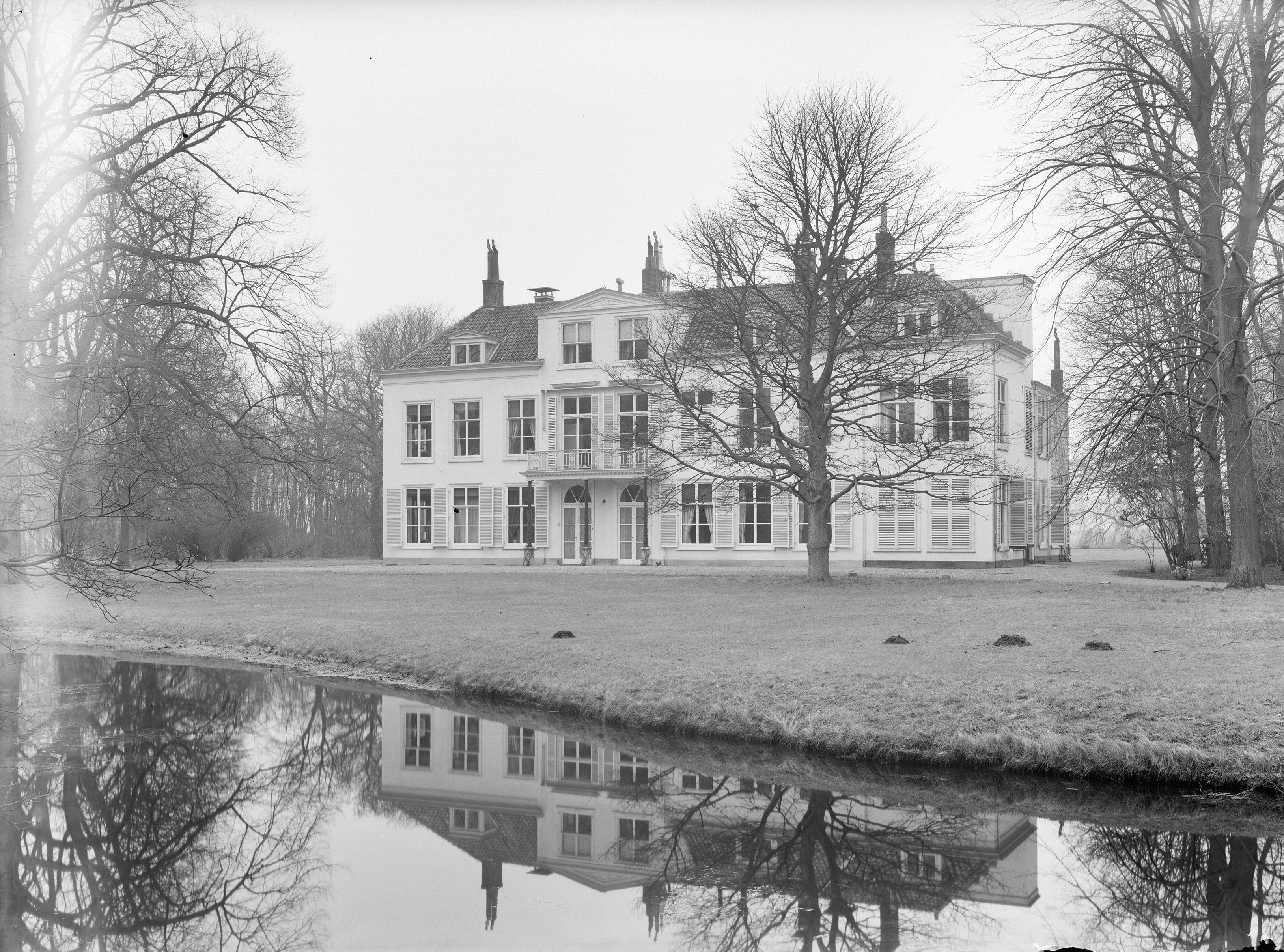
Voorgevel Huis Reigersbergen in 1943

## De bewoners

### 1462-1663
Het landgoed is in deze periode eigendom van de adellijke geslachten Van Assendelft en Renesse die de boerderij met het land verpachtten. In 1584 huurt Maarten Maertensz van Reygersbergh de hofstede. Hij is stamvader van het overgrote deel van de huidige families Rijgersberg/Reijgersberg. In die tijd, na de Reformatie, vestigen katholieken die hun kerk trouw zijn gebleven, zich buiten de steden om ongestoord hun geloof trouw te kunnen blijven.

### 1663-1802
In 1663 wordt zijn kleindochter Leentje Dirks (dochter van Leentje Maartens van Reygersbergh en Dirck Louris van Wouw ) de nieuwe eigenaar, samen met Cornelis van der Hoch (rentmeester en notaris). Leentje Dirks is getrouwd met Pieter Cornelis van Raaphorst.
De volgende eigenaar is hun dochter, die met Augusteijn van der Lubbe trouwt, en daarna Leendert van der Lubbe, hun zoon. In deze periode bestaat het gebied tussen het Haagse Bos en Marlot vooral uit moestuinen en heeft boerderij Reigersbergen vooral een agrarische functie. Wellicht dat de boerderij wel als een buitenplaats in gebruik was, maar van een tuin- of parkaanleg is nog geen sprake.

### 1822-1850
In 1820 koopt Joachim Jochems (?-1841) de boerderij met bijbehorende weilanden. De boerderij wordt uitgebouwd tot landhuis. Onder invloed van Jochems vinden veel veranderingen plaats, zoals de oostelijke uitbouw van de boerderij en de realisatie van diverse bouwwerken binnen de omliggende moestuinen. In 1822 koopt hij de buitenplaats Duindigt dat hij direct vererft aan zijn kleinkinderen. Zijn jongste zoon Hendrik krijgt Reigersbergen.

### na 1872
Na de dood van Hendrik kwam Reigersbergen in 1872 in handen van diens dochter Henriëtte Emélie Jochems, die er met haar zus en moeder ging wonen. In 1902 werd haar nichtje Henriëtte Elizabeth Michiels van Verduynen - Jochems eigenaar van het landgoed. Voor de oorlog liet zij het landhuis op Reigersbergen aan de achterzijde vergroten en bij de entree aan de laan een portiersloge bouwen. Omdat er na de oorlog niets meer van het huis over was, verhuisde Henriëtte met haar echtgenoot naar Clingendael. Dat stond in 1945 leeg nadat Seyss-Inquart gedwongen was het te verlaten.

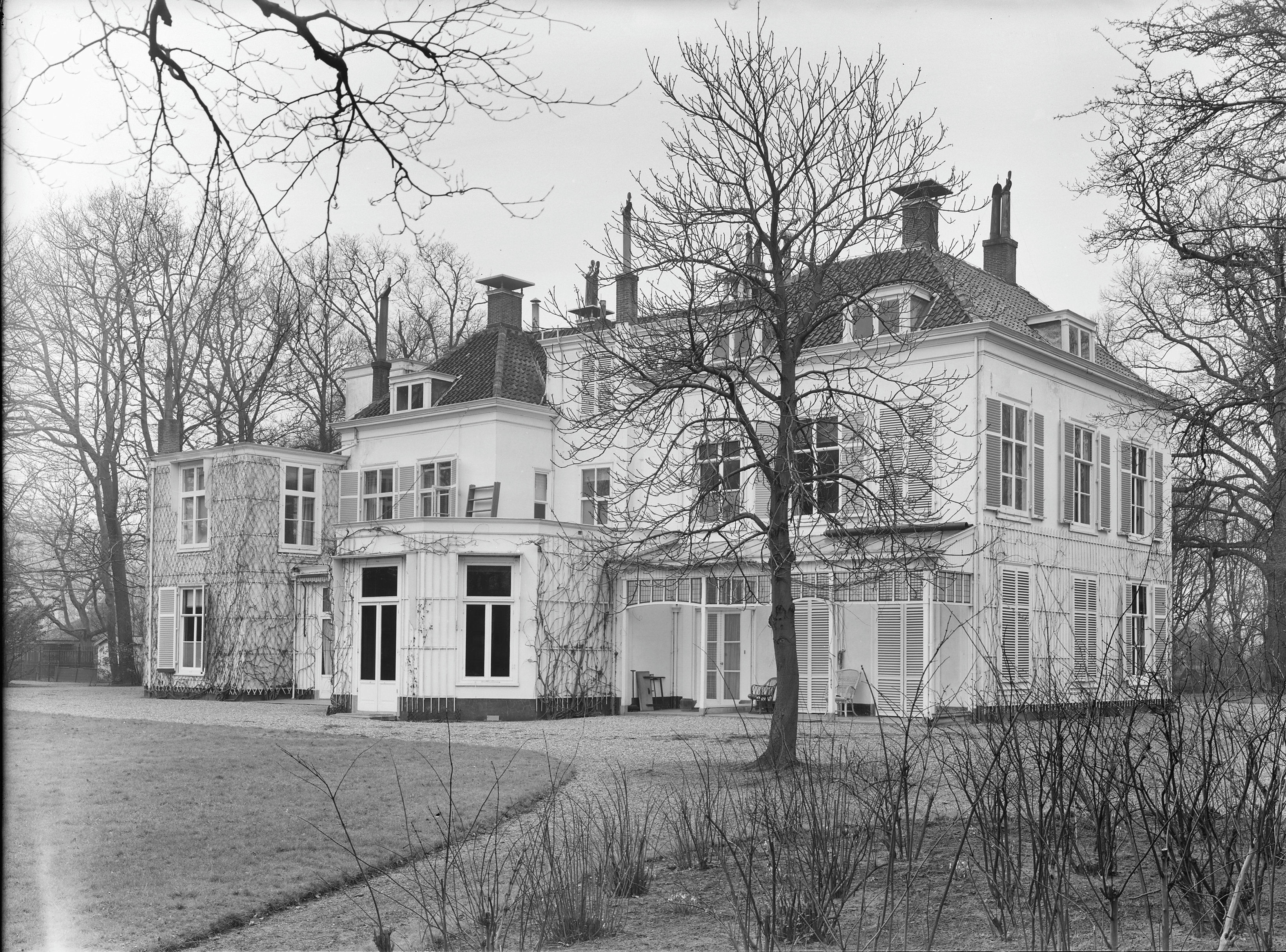
Achtergevel Huis Reigersbergen in 1943

## Natuur
Het 27 hectare grote Reigersbergen is ouder dan de meeste andere landgoederen rond Den Haag, en veelal onaangetast. Het is nog steeds een agrarisch gebied. De bossen zijn nooit veranderd in een Engelse landschapstuin, er zijn geen vijvers gegraven of beukenlanen aangelegd. De grond is veen, daaronder ligt het zand van oude duinen. Door de aanwezigheid van sloten wordt de grond iets ontwaterd, waardoor het niveau van het land ongeveer 1 cm per jaar inklinkt. Binnen een tuinmuur zijn exotische fruitbomen, groenten en tuinplanten gekweekt.

## Automobielmuseum
In 2008 is gestart met de bouw van het Louwman Museum voor automobielen op het deel van landgoed Reigersbergen aan de kant van Marlot. Onder meer de Haagse Natuurbescherming en de Stichting Reigersbergen hebben hiertegen drie jaar lang geprocedeerd, aangezien dit stuk natuur deel uitmaakt van de ecologische verbindingszones. Ze hebben bereikt dat parkeren ondergronds zal plaatsvinden en dat het museum 10% minder groot wordt dan voorzien. Het museum met de Louwman collectie was eerder gevestigd in Raamsdonksveer.